# Mario Draghi
Mario Draghi (ur. 3 września 1947 w Rzymie) – włoski ekonomista, urzędnik państwowy i nauczyciel akademicki, profesor. W latach 2006–2011 prezes Banku Włoch, następnie do 2019 prezes Europejskiego Banku Centralnego, w latach 2021–2022 premier Włoch.

## Życiorys
W 1970 ukończył studia ekonomiczne na Uniwersytecie Rzymskim – La Sapienza. W 1977 doktoryzował się w zakresie ekonomii na Massachusetts Institute of Technology. Pracę zawodową zaczynał jako nauczyciel akademicki na uczelniach w Trydencie, Padwie i Wenecji. W 1981 związał się zawodowo z Uniwersytetem Florenckim, gdzie do 1991 był profesorem ekonomii i polityki pieniężnej.
W latach 1984–1990 pełnił funkcję dyrektora wykonawczego w Banku Światowym. Później do 2001 zajmował stanowisko dyrektora wykonawczego Skarbu Państwa, od 1993 kierował jednocześnie komisją ds. prywatyzacji. W latach 2002–2005 pracował w sektorze prywatnym jako dyrektor zarządzający i wiceprezes Goldman Sachs International. W latach 2006–2011 kierował włoskim bankiem centralnym. W 2006 powołany w skład tzw. grupy G30.
W maju 2011 na spotkaniu ministrów finansów państw członkowskich Unii Europejskiej zaproponowano, by Mario Draghi został nowym prezesem Europejskiego Banku Centralnego. Po przejściu właściwej procedury nominacyjnej 24 czerwca 2011 podczas zebrania Rady Europejskiej został wybrany na ten urząd. Na czele EBC stał od 1 listopada 2011 do 31 października 2019.
Na początku lutego 2021 w czasie kryzysu politycznego we Włoszech prezydent Sergio Mattarella powierzył mu misję stworzenia nowego gabinetu. W wyniku konsultacji uzyskał szerokie poparcie, tworząc polityczno-techniczny gabinet określany jako rząd jedności narodowej. 12 lutego ogłosił listę kandydatów na ministrów, wśród których znalazły się osoby bezpartyjne oraz przedstawiciele większości głównych ugrupowań parlamentarnych: Ruchu Pięciu Gwiazd, Partii Demokratycznej, Ligi Północnej, Forza Italia, Italia Viva i Artykułu 1. Następnego dnia prezydent dokonał zaprzysiężenia członków nowego gabinetu, który rozpoczął funkcjonowanie.
14 lipca 2022 Mario Draghi złożył prezydentowi swoją rezygnację po tym, jak Ruch Pięciu Gwiazd odmówił wsparcia dla rządowego pakietu pomocowego. Sergio Mattarella odmówił przyjęcia jego dymisji. 20 lipca senatorowie Ligi Północnej, FI i M5S nie wzięli udziału w głosowaniu nad wotum zaufania w izbie wyższej parlamentu. Następnego dnia premier wygłosił przemówienie w Izbie Deputowanych, po czym ponowił swoją dymisję. Prezydent przyjął rezygnację, rozpisując również przedterminowe wybory parlamentarne. Mario Draghi funkcję premiera pełnił do 22 października 2022, kiedy to zastąpiła go Giorgia Meloni.
W 2024 na zlecenie Komisji Europejskiej opracował raport dotyczący konkurencyjności Europy i jej przyszłości.

## Odznaczenia
- Order Zasługi Republiki Włoskiej II klasy (2000)[13]
- Wielki Krzyż Zasługi Orderu Zasługi Republiki Federalnej Niemiec (2020)[14]
- Order Księcia Jarosława Mądrego I klasy (2022)[15]